# Tetsuji Miwa
Tetsuji Miwa (三輪 哲二, Miwa Tetsuji; 10 de fevereiro de 1949) é um matemático japonês. Trabalha com física matemática.
Miwa estudou na Universidade de Tóquio, onde no início da década de 1970 trabalhou com análise microlocal  e hiperfunções, sob a influência de Mikio Satō e Masaki Kashiwara. Foi professor da Universidade de Quioto e do Research Institute for Mathematical Sciences (RIMS) em Quioto.
Com Mikio Satō e Michio Jimbo descobriu na década de 1970 uma conexão com deformações que preservam a monodromia (isomonodrômicas) de equações diferenciais lineares e funções de correlação no modelo Ising. Com Jimbō investigou em seguida deformações isomonodrômicas gerais de equações diferenciais lineares (estudo iniciado no início do século XX por Ludwig Schlesinger).
Com Michio Jimbo e Etsurō Date pesquisou o papel de álgebras de Lie afins in equações de solitons, e com Jimbō o papel de grupos quânticos na solução exata de modelos de malha de mecânica estatística.
Recebeu em 1987 juntamente com Michio Jimbo o Prêmio de Outono da Sociedade Matemática do Japão.
Em 1998 apresentou uma palestra plenária no Congresso Internacional de Matemáticos (ICM) em Berlim (Solvable Lattice Models and Representation Theory of Quantum Affine Algebras) e em 1986 foi palestrante convidado ("Invited Speaker") no ICM em Berkeley (Integrable lattice models and branching coefficients).
Recebeu o Prêmio Dannie Heineman de Física Matemática de 2013 juntamente com Michio Jimbo, por seus desenvolvimentos fundamentais na área de sistemas integráveis e suas funções de correlação em mecânica estatística e teoria quântica dos campos, com aplicações de grupos quânticos, análise algébrica e teoria das deformações.

## Obras
- com Masaki Kashiwara (Eds.): Physical Combinatorics. Birkhäuser 2000, ISBN 3-7643-4175-0/ISBN 0-8176-4175-0
- com Michio Jimbō, Etsurō Date: Solitons – differential equations, symmetries and infinite dimensional algebras. Cambridge University Press 2000, ISBN 0-521-56161-2
- com Jimbō: Algebraic analysis of solvable lattice models. American Mathematical Society 1993, ISBN 0-8218-0320-4
- com Jimbō: Solitons and infinite dimensional Lie algebras. Pub. RIMS, Vol. 19, 1983, p. 943, doi:10.2977/prims/1195182017